# 黃金計程車
《黃金計程車》是東森綜合台首播的益智節目，是由趙正平、梁赫群、郭書瑤（瑤瑤）共同主持，2009年4月22日開播，首播時間為臺灣時間每星期三22時。2009年6月瑤瑤約滿離開，主持至第14集為止，因此於2009年7月29日起第15集的節目，交由鬼鬼接手，直至節目結束為止。

## 節目概要
只要乘客招攬到了「黃金計程車」，乘客可以指定任何一個目的地，而主持人群會行車途中，向乘客提問十個益智問題。問題通常是問答題（較少），或者是三選一選擇題（較多）。
乘客只要答對全部十題，則可獲得價值NTD50,000的純金元寶，並且達到目的地。若任何一題答錯，累計獎金則會乘以二分之一（早期为十分之一），並且中途下車，不得繼續搭乘黃金計程車，而累計獎金還得扣除車費，乘客只能獲得剩餘的累計獎金；若累計獎金不足以支付車費，則旅客還必須自行支付不足之車費，才可下車。

## 另見
類似節目
- 《現金計程車（英语：Cash Cab）》
- 《超級大富翁》
- 《百萬富翁》
- 《百萬大歌星》
- 《百萬小學堂》
- 《17好聰明》、《台視17Q》
- 《HQ Trivia》

## 外部連結
官方網站
- 《黃金計程車》於Pixnet的網站

報導
- 聯合影音網：瑤瑤答應「黃金計程車」收視率破1要脫?